# Sempesserre
Sempesserre (gaskognisch Sempessèrra) ist eine französische Gemeinde mit 313 Einwohnern (Stand 1. Januar 2022) im Département Gers in der Region Okzitanien; sie gehört zum Arrondissement Condom und zum Gemeindeverband Lomagne Gersoise. Seine Bewohner nennen sich Sempesserrois/Sempesserroises.

## Geografie
Sempesserre liegt auf einer Anhöhe rund 41 Kilometer nördlich der Stadt Auch im Norden des Départements Gers. Die Gemeinde besteht aus dem Dorf Sempesserre, mehreren Weilern sowie Einzelgehöften. Die Gemeinde liegt an der Straße D284 westlich der N21.

## Geschichte
Der Ort liegt in der Lomagne, die im Mittelalter eine Vizegrafschaft war. Die Gemeinde gehörte von 1793 bis 1801 zum District Lectoure, zudem lag Sempesserre von 1793 bis 1801 innerhalb des Kantons Lectoure und war von 1801 bis 2015 Teil des Wahlkreises (Kantons) Miradoux. Die Gemeinde war von 1801 bis 1926 dem Arrondissement Lectoure zugeteilt. Dieses wurde 1926 aufgelöst und die Gemeinde Teil des Arrondissements Condom. Im Jahr 1822 wurde die bis dahin selbständige Gemeinde Les Mastres (1821: 188 Einwohner) eingegliedert.

## Bevölkerungsentwicklung
| Jahr                       | 1962 | 1968 | 1975 | 1982 | 1990 | 1999 | 2006 | 2020 |
| Einwohner                  | 411  | 355  | 303  | 296  | 303  | 311  | 298  | 294  |
| Quellen: Cassini und INSEE |      |      |      |      |      |      |      |      |

## Sehenswürdigkeiten
- Kirche Saints-Pierre-et-Paul in Sempesserre
- Kapelle Saint-Jean-Baptiste
- der Menhir Peyro sacrado
- Denkmal für die Gefallenen[1]
- mehrere Wegkreuze und Madonnenstatuen

Quelle: